# Samouil Stoyanov
Samouil „Sami“ Stoyanov (* 1989 in Sofia) ist ein bulgarisch-österreichischer Schauspieler.

## Leben und Wirken
Stoyanov wurde in Sofia geboren. Bereits in seiner Kindheit übersiedelten seine Eltern nach Linz, wo sein Vater am Landestheater als Balletttänzer engagiert wurde und später die eigene Ballettschule Maestro mit einem kleinen Theater eröffnete. In diesem Umfeld lernte Samouil Stoyanov bereits als Kind alle Tanzarten kennen. Später arbeitete er im Familienbetrieb auch als Haustechniker, Bühnenbildner und Lichttechniker. In Kärnten leitete er für mehrere Jahre den Jugendtheaterworkshop Velden Summer Days, wo er mit gehörbeeinträchtigten Kindern arbeitete. Ab 2011 begann Stoyanov ein Schauspielstudium am Max Reinhardt Seminar in Wien. Nach ersten Engagements während des Studiums war er von 2015 bis 2020 festes Ensemblemitglied an den Münchner Kammerspielen. Seit der Spielzeit 2020/2021 ist Samouil Stoyanov Ensemblemitglied am Wiener Volkstheater.
Stoyanov arbeitete unter anderen mit den Theaterregisseuren Anna Badora, Nicolas Charaux, Amir Reza Koohestani, Toshiki Okada, Stefan Pucher, Yael Ronen, Simon Stone, Claudia Bauer und Sascha Hawemann.
Neben seiner Tätigkeit als Theaterschauspieler wirkt Stoyanov in TV-Serien und Fernsehfilmen mit.

## Theaterrollen am Volkstheater Wien
- 2022 humanistää! nach Ernst Jandl, Regie: Claudia Bauer[5]
- 2023 ÖL!, Regie: Sascha Hawemann
- 2023 Malina von Ingeborg Bachmann in einer Bühnenfassung von Claudia Bauer und Matthias Seier
- 2024 Heit bin e ned munta wuan, Regie: Wolfgang Menardi[6]

## Filmrollen
- 2013 Herbstfarben
- 2016 Der Hund begraben als Trucker
- 2017 Payday (Zahltag) als Tobi
- Hubert ohne Staller (Episode) als Hausmeister und Josef

## Hörspiele (Auswahl)
- 2013: Günter Eich: Träume – Bearbeitung und Regie: Götz Fritsch (Original-Hörspiel – Max Reinhardt Seminar/Übernahme durch den ORF)

Quelle: OE1-Hörspieldatenbank

## Auszeichnungen
- 2018 Förderpreis der Freunde der Münchner Kammerspiele[1]
- 2018 Bayerischer Kunstförderpreis in der Sparte Darstellende Kunst[5]
- 2022 Nestroy-Theaterpreis in der Sparte Bester Schauspieler in humanistää! – eine abschaffung der sparten[7]
- 2022 Schauspieler des Jahres[8]
- 2022 Alfred-Kerr-Darstellerpreis für seine Leistung im Stück humanistää![9][10]